# 3DKの通り魔
『3DKの通り魔 家庭教師が私を襲う』（さんディーケーのとおりま かていきょうしがわたしをおそう）は、テレビ朝日系「土曜ワイド劇場」で1982年8月28日に放送された単発サスペンスドラマ。サブタイトルは『憎い!娘を囮にするなんて…』。

## 内容
平凡な家庭の主婦・大沢紀子は、変質者・青山にストーカーされる。結婚初夜に逃げた青山の妻と容姿が瓜二つだったのだ。やがて青山は紀子の義理の娘の「家庭教師」（描写は塾の担当講師）として大沢家に入り込み、紀子が家族の中で孤立するように仕向けつつ、少しずつしかし着実にその距離を近付けていく。
主演の吉沢京子は本作で脱衣するシーンを披露している。濡れ場は全てが青山の妄想の中の話で、その中で乳房が露出するシーンがあるが別人を使用した差し替えであり吉沢のものではない。
石田純一が無名・下積みだった頃の出演作である。
出演者の藤岡琢也と宮内洋は本作で刑事役で登場するが、ほぼ同様の役柄で同枠の作品『通り魔連続殺人 襲われた団地妻』（放送日：1981年8月1日、脚本：須川栄三、音楽：鏑木創、監督：野村孝、主演：水沢アキ）にも出演している（※制作は本作と同じテレビ朝日と東宝映像）。
フィルム作品。青山の自室にある、揺れるロッキングチェアが、この変質者の歪んだ精神状態を象徴する道具として効果的に使用されていた。また青山は自前のアイスピックを犯罪凶器として常時使用。暗い自室にて壁に貼られたかつての婚約者・道代の写真を狂気の形相で傷付けていた。

## キャスト
- 大沢紀子：吉沢京子
- 大沢（紀子の夫）：新克利
- 青山：石田純一
- 刑事：藤岡琢也
- 刑事：宮内洋
- 星正人
- 宮下順子
- 小澤栄太郎
- 紀子の継子：黒木しのぶ
- 上田耕一
- 水島美奈子
- 川口節子
- 戸村英子

## スタッフ
- 監督：野村孝
- 脚本：中西隆三、杉本容子、林企太子
- 原案：村尾昭
- 音楽：鏑木創
- 音響効果：東宝効果集団
- 現像：東京現像所
- プロデュース：稲垣健司、浅香真哉、西川善男、斎藤進
- 製作：テレビ朝日、東宝映像

| テレビ朝日系列 土曜ワイド劇場             | テレビ朝日系列 土曜ワイド劇場                | テレビ朝日系列 土曜ワイド劇場 |
| 前番組                                    | 番組名                                       | 次番組                        |
| ----------------------------------------- | -------------------------------------------- | ----------------------------- |
| 冷たい血 （制作：朝日放送） （1982.8.21） | 3DKの通り魔 家庭教師が私を襲う （1982.8.28） | 第三の女 （1982.9.4）         |